# 雲林縣虎尾鎮安慶國民小學
雲林縣虎尾鎮安慶國民小學（簡稱安慶國小）是中華民國臺灣省雲林縣的一所縣立國民小學，位於該縣虎尾鎮民主路36號，接近虎尾糖廠、虎科大。

## 歷史

### 虎尾尋常高等小學校
安慶國小的校史可以追溯到臺灣日治時期的明治42年（1909年），當時五間厝製糖工場員工宿舍區旁設立了一間主要是日人子女——尤其是糖廠員工子女——就讀的小學校「斗六小學校五間厝分教場」，乃是安慶國小的前身。其於大正10年（1921年）因應行政區劃改隸臺南州虎尾郡而改名為「台南州虎尾郡虎尾尋常高等小學校」；昭和11年（1936年）因學生過多、教室不敷使用而遷至現址。第二次世界大戰結束後，中華民國政府接收臺灣，並遣返原來在臺灣的日本人。由於學生有95%以上是日本人，虎尾尋常高等小學校也隨之遭到廢校。

### 原地設校
不過，之後台糖接手大日本製糖株式會社的虎尾糖廠，台糖公司第一分公司經理朱有宣和虎尾糖廠廠長江理如更在民國36年（1947年）用此校地和教室設立「台南縣私立台糖第一小學」，次年更名「台南縣私立台糖第二小學」。民國38年（1949年），臺灣省政府制定《整理私立小學辦法》，本校受徵召改制為代用國民學校並更名「台南縣虎尾鎮安慶代用國民學校」，劃定虎尾鎮安慶里、興南里為學區。1950年，臺灣省調整行政區劃，本校改劃歸雲林縣虎尾鎮；1968年實施九年國教時，本校移交雲林縣政府接辦，並更名為「雲林縣虎尾鎮安慶國民小學」至今。
2006年7月成立雲林縣第一支國小室外管樂團。近年來，該校捐髮風氣逐漸興盛。其106學年度（2017年下半年－2018年上半年）新生報到率並沒有受到臺灣少子化影響，仍是偏高。

## 註解
1. ↑  小學校是專供通日語者就讀；不會日語的當地臺人則必須就讀「公學校」。「分教場」即為分校。
2. ↑  「尋常高等小學校」就是初級中學。
3. ↑   註:

## 外部連結
- 雲林縣虎尾鎮安慶國民小學